# یواس‌اس مگوتی (ای‌وی‌پی-۴۵)
یواس‌اس مگوتی (ای‌وی‌پی-۴۵) (به انگلیسی: USS Magothy (AVP-45)) یک کشتی بود که طول آن ۳۱۱ فوت ۸ اینچ (۹۵٫۰۰ متر) بود.